# Megamind
Megamind is een Amerikaanse 3D-animatiefilm van DreamWorks Animation die op 5 november 2010 werd uitgebracht in de Verenigde Staten. Op 15 december 2010 ging de film in onder meer België en Nederland in première. De stemmen in de film worden ingesproken door onder andere Will Ferrell, Brad Pitt, Tina Fey, David Cross, and Jonah Hill.

## Verhaal
Megamind (Will Ferrell) en diens aartsvijand Metro Man (Brad Pitt) zijn aliens die als baby noodgedwongen naar de aarde worden gestuurd en daar geadopteerd door aardse families. Metro Man blijkt op aarde superkrachten te hebben gelijk aan die van superman, en ontwikkelt zich tot een held. Megamind aan de andere kant is buitengewoon slim, maar kan blijkbaar niks goed doen behalve slechte daden. Hij neemt aan dat het blijkbaar zijn lotsbestemming is een superschurk te zijn en wordt Metro Man’s aartsvijand. Samen met zijn handlanger Minion (een intelligente piranha) begint Megamind aan een lange reeds pogingen Metrostad te veroveren, elke keer tegengehouden door Metro Man. Het lijkt erop dat aan de strijd tussen de twee nooit een eind zal komen, totdat Megamind zijn vijand op een dag tot ieders verbazing (inclusief die van hemzelf) weet te vermoorden. Hij doodt Metro Man bij een van zijn vele pogingen om verslaggever Roxanne Ritchi (Tina Fey) te gijzelen.
Bevrijd van zijn rivaal neemt Megamind de macht over in Metro City. Langzaam maar zeker begint hij zich echter te realiseren dat hij zonder vijand geen levensdoel meer heeft; hij was al die jaren zo gefocust op het verslaan van Metro Man, dat hij nooit echt toekomstplannen gemaakt heeft voor het geval hij zou slagen. Om een depressie tegen te gaan, besluit hij van Roxanne's eenzame cameraman Hal (Jonah Hill) een nieuwe superheld te maken, Titan. Hij geeft Titan dezelfde krachten als Metro Man.
Hal wil echter geen superheld zijn; aanvankelijk doet hij nog wel heldendaden in de hoop Roxanne te imponeren, maar wanneer duidelijk wordt dat ze hem niet ziet staan keert hij zich tegen de mensheid en wordt een nog ergere superschurk dan Megamind ooit was. Hierdoor is Megamind - tegen de verwachting in - genoodzaakt de heldenrol op zich te nemen. Hij voelt hier weinig voor, totdat hij Metro Man weer tegen het lijf loopt. Het blijkt dat Metro Man zijn dood slechts in scène had gezet omdat hij het beu was altijd maar de held te moeten zijn en een carrière als muzikant wilde gaan naleven. Hij overtuigt Megamind dat het lot niet vaststaat en men altijd een keuze heeft.
Samen met Minion trekt Megamind ten strijde tegen Titan, die een spoor van vernieling achterlaat. Ondertussen krijgt hij een relatie met Roxanne. Hij verslaat hem uiteindelijk door hem zijn krachten weer te ontnemen. Hij wordt als held onthaald en accepteert deze nieuwe wending van zijn leven.

## Rolverdeling

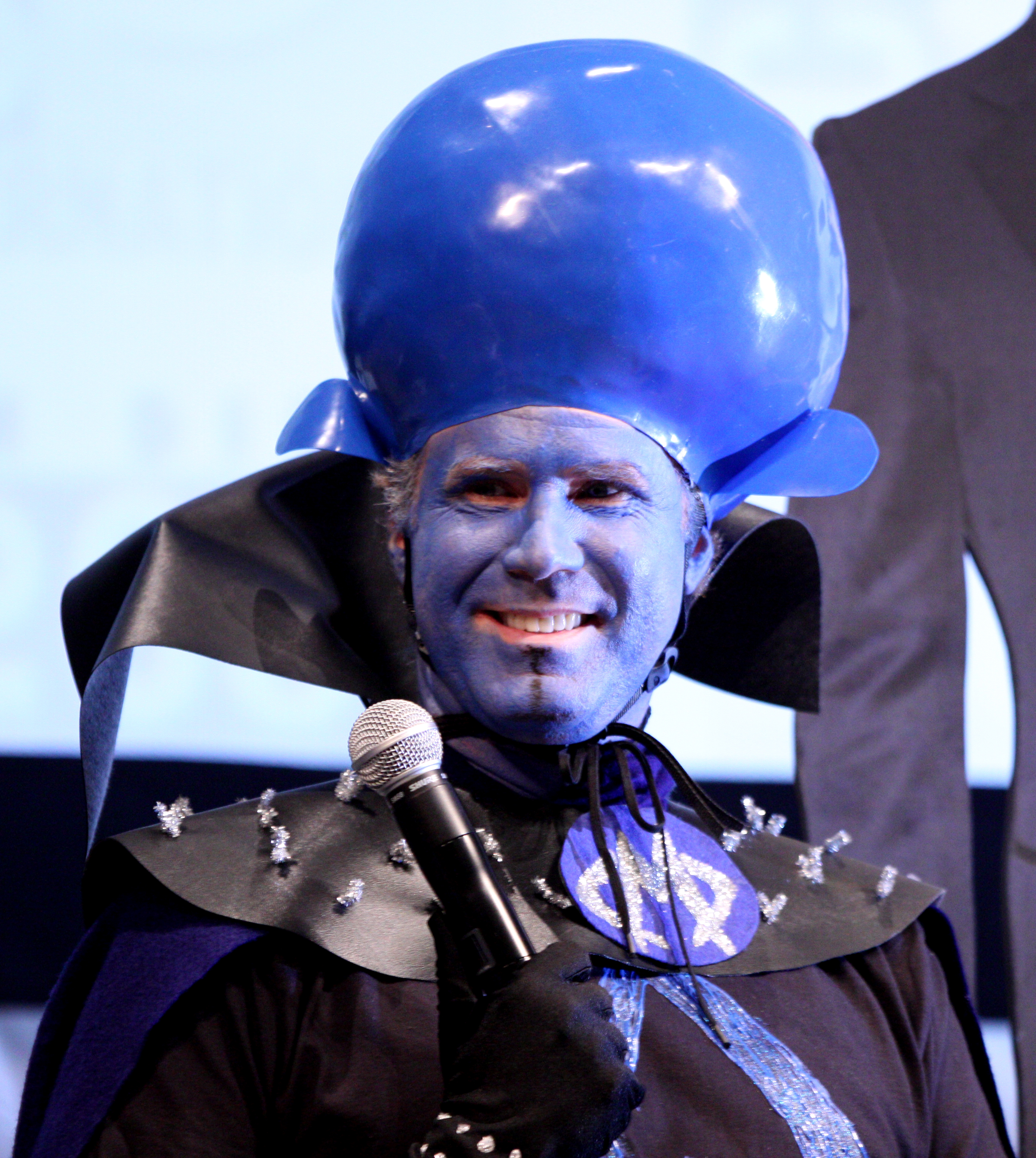
Will Ferrell (in kostuum) tijdens het San Diego Comic-Con International in 2010

In de originele Engelstalige versie zijn de volgende stemmen te horen:
| Acteur       | Personage         |
| ------------ | ----------------- |
| Will Ferrell | Megamind          |
| Tina Fey     | Roxanne Ritchie   |
| Jonah Hill   | Hal, Titan        |
| Brad Pitt    | Metro Man         |
| David Cross  | Minion, stedeling |
| Justin Long  | Minions           |
| Bill Hader   | Mr. Prickles      |
| Amy Poehler  | Jorrie Nortion    |

## Nederlandse Rolverdeling
- Megamind - Horace Cohen
- Metro Man - Jeroen Spitzenberger
- Roxanne Ritchie - Halina Reijn
- Minion - Tygo Gernandt
- Hal/Titaan - Sascha Visser
- Megamind/Bernard - Horace Cohen
- Megamind/Metro Man - Jeroen Spitzenberger
- Megamind/Ruimtepa - Horace Cohen
- Megamind/Directeur - Horace Cohen
- Minion/Megamind - Horace Cohen
- Minion/Ruimtestiefmoeder - Tygo Gernandt
- Minion/Directeur - Leo Richardson
- Overige - Florus van Rooijen, Thijs van Aken, Leon Wiedijk, Sander de Heer, Fred Meijer, Tijs Hertman, Jannemijn Cnossen, Leo Richardson, Barbara Straathof, Frans Limburg, Manel Manschot, Geertje de Graaf, Peggy Vrijens, Floor Kloosterman, Ewout Eggink en Mike Glijn

## Achtergrond

### Productie
De werktitels van de film waren achtereenvolgens Master Mind en Oobermind. Lara Breay en Denise Nolan Cascino waren de producers van de film, en Ben Stiller en Stuart Cornfeld de uitvoerend producenten. Ben Stiller zou eigenlijk de stem van Megamind inspreken. Ook Robert Downey jr. was een van de kandidaten voor de rol. Will Ferrell kreeg de rol uiteindelijk omdat Downey al ander filmwerk had
Het scenario van de film is geschreven door Alan J. Schoolcraft en Brent Simons.

### Muziek
De filmmuziek werd gecomponeerd door Hans Zimmer en Lorne Balfe. De film omvat ook de volgende nummers:
- "Bad to the Bone" door George Thorogood & the Destroyers
- "A Little Less Conversation (Junkie XL Remix)" door Elvis Presley
- "Highway to Hell" door AC/DC
- "Lovin' You" door Minnie Riperton
- "Crazy Train" door Ozzy Osbourne
- "Alone Again (Naturally)" door Gilbert O'Sullivan
- "Mr. Blue Sky" door Electric Light Orchestra
- "Back in Black" door AC/DC
- "Bad" door Michael Jackson
- "Welcome to the Jungle" door Guns N' Roses

### Reclamecampagne
Een 47-seconden durende trailer werd op 18 maart 2010 op internet geplaatst. De trailer werd tevens vertoond voorafgaand aan de films How to Train Your Dragon en Shrek Forever After.
Op 2 oktober 2010 werden de eerste vijf minuten van de film vertoond in een aflevering van iCarly op Nickelodeon.

### Uitgave en ontvangst
Megamind bracht in de Verenigde Staten bij de première 12.530.397 dollar op. In het eerste weekend bedroeg de opbrengst 46.016.833 dollar, goed voor een eerste plek. Het was tevens het op vier na succesvolste openingsweekeinde voor een animatiefilm in 2010. De uiteindelijke opbrengst bedroeg 148.415.853 dollar in de Verenigde Staten en Canada, en 321.494.448 in de rest van de wereld; een relatief lage opbrengst voor DreamWorks, maar nog steeds een succes gezien het productiebudget van 130 miljoen dollar. In totaal was Megamind financieel gezien de op vijf na succesvolste animatiefilm van 2010, na Toy Story 3, Shrek Forever After, Tangled , Despicable Me en How to Train Your Dragon. Tevens was het de financieel succesvolste film uit de carrière van Ferrell en Fey's.
Megamind kreeg positieve reacties van de meeste critici. Bij de première scoorde de film 72% aan goede beoordelingen op Rotten Tomatoes. Roger Ebert van de Chicago Sun-Times gaf de film drie uit vier sterren.

### Bonusmateriaal
Een korte film, getiteld Megamind: The Button of Doom, werd op 25 februari 2011 uitgebracht op de Megamind dvd en Blu-ray.

## Prijzen en nominaties
- In 2010 werd Megamind genomineerd voor een WAFCA Award in de categorie beste animatiefilm.

In 2011 werd de film genomineerd voor:
- Een Blimp Award voor Favorite Butt Kicker
- 3 Annie Awards